# Вулиця Гоголя (Львів)
Ву́лиця Го́голя — вулиця у Галицькому районі міста Львова. Сполучає вулиці Листопадового Чину та Городоцьку. 

## Історія
До середини XIX століття, в австрійський період, вулиця носила назву До Єзуїтського саду та Поштова нова. Польська назва вулиці — Зиґмунтовська, від 1871 року. З 1939 по 1941 рік — вулиця Челюскінців, на честь учасників льодового плавання на судні «Челюскін» в Арктиці. Сучасну назву, Миколи Гоголя, вулиця отримала у липні 1944 року, на честь українського письменника Миколи Гоголя.

## Забудова
В архітектурному ансамблі вулиці Гоголя переважають класицизм, історизм та конструктивізм 1950-х років. Більшість будинків є пам'ятками архітектури місцевого значення.
№ 1, 3а — комплекс будівель управління Львівської залізниці та житловий будинок, споруджені у 1912—1913 роках. Спорудженню передував конкурс, на якому перші місця вибороли проєкти архітекторів Яна Завейського та Романа Бандурського, Альфреда Захаревича та Людвіка Соколовського, С. Піотровського та С. Фертнера. Але до реалізації прийнято позаконкурсний проєкт архітектора Збіґнєва Брохвіча-Левинського. Під № 1 — до 1939 року Дирекція державних залізниць, від радянських часів й донині — управління Львівської залізниці. У 1940-х—1950-х роках цю адресу мала редакція газети «Львівський залізничник» та кооператив «Побут». 2008 року на фасаді з боку вулиці Листопадового Чину встановлена меморіальна таблиця Георгію Кірпі (архітектор — Андрій Дорош, скульптор — Роман Патик). В будинку під № 3а від 1910-х років мешкав на той час віце-директор Дирекції державних залізниць Зиґмунт Ясінський.
№ 4 — триповерховий будинок, збудований у 1882 році за проєктом архітектора Л. Вархаловського для банкіра О. Крайзера. у якій за Польщі містилася фабрика з виробництва корків, за радянських — дитячий садочок. Нині це житловий будинок, внесений до Реєстру пам'яток архітектури місцевого значення № 576-м.
№ 5 — шестиповерховий будинок, збудований одночасно з Управлінням Львівської залізниці для інженерного складу та керівництва залізниці. Дерев'яна брама цього будинку відреставрована у березні 2019 року, в межах програми співфінансування реставрації історичних дверей і брам між Львівською міською радою та мешканцями у будинках, які належать до культурної спадщини міста. Будинок, внесений до Реєстру пам'яток архітектури місцевого значення під охоронним № 577-м.
№ 6/8 — житловий п'ятиповерховий будинок, збудований у 1953 році в стилі так званого сталінського ампіру. Галицька районна адміністрація у 2018 році планувала провести капітальний ремонт внутрішнього подвір'я будинку з облаштуванням там громадського простору. Громадський простір (дитячий майданчик) був оновлений за програмою малих проєктів міста Львова. За цією адресою працюють квест-кімнати.
№ 7 — житловий будинок, до 1939 року на першому поверсі містився ресторан Дрікса.
№ 9 — житловий будинок. Нині тут міститься готель «Apartments In Стилі Loft Po».
№ 10 — триповерхова кам'яниця, збудована 1874 року за проєктом архітектора Емануеля Галля. Балкони будинку прикрашають фігури атлантів з левиним серцем авторства львівського скульптора, педагога італійського походження Леонарда Марконі, що сам мешкав у цьому будинку від січня 1874 року. Нині в одному з приміщень першого поверху міститься приватна стоматологічна клініка «Медісі». Будинок, внесений до Реєстру пам'яток архітектури місцевого значення під охоронним № 578-м. Протягом серпня 2023 — вересня 2024 року проведена реставрація балконів будинку. Під час робіт наростили балконну плиту та провели її гідроізоляцію. Збережені балясини відновили, а на місце втрачених встановили нові, виготовлені за зразком. Втрати на фігурах атлантів доповнили, а конструкції захистили від вологи. Додатково встановили металеві зливи з плити. Роботи здійснили за програмою співфінансування міста та мешканців. Реставраційні роботи виконало ПП «АМ “Ренесанс”».
№ 11, 12, 13 — житлові будинки. В будинку № 11 від 1910-х років містилася приватна музична школа Ґізели Шахт. Будинок № 12 внесений до Реєстру пам'яток архітектури місцевого значення під охоронним № 579-м.
№ 14 — житловий будинок, в якому містився магазин зброї «Дуплет». Будинок внесений до Реєстру пам'яток архітектури місцевого значення № 2573-м.
№ 15 — житловий будинок, колись тут був магазин електротехнічних товарів «Агіді», нині бюро «Верітас» та Львівська філія страхової групи «Теком».
№ 17 — комплекс будинків збудований Мозесом Йонасом у 1853 році на розі вулиць Зигмунтовської, Городоцької та Замкненої. Комплекс складався з трьох окремих будівель, що примикали одна до одної. «Єврейське товариство середніх і початкових шкіл» на пожертви євреїв, вихідців зі Східної Галичини придбало три будівлі, об'єднало в один цільний комплекс. Заняття в гімназії розпочалися навесні 1917 року. Приватна гімназія «Єврейського товариства середніх і початкових шкіл», як і фотоательє Воха, що знаходилося у цьому ж будинку діяли до 1939 року. У 1950-х роках — 1-а залізнична середня школа, нині — ліцей № 52. Будівля ліцею внесена до Реєстру пам'яток архітектури місцевого значення під охоронним № 2574-м.

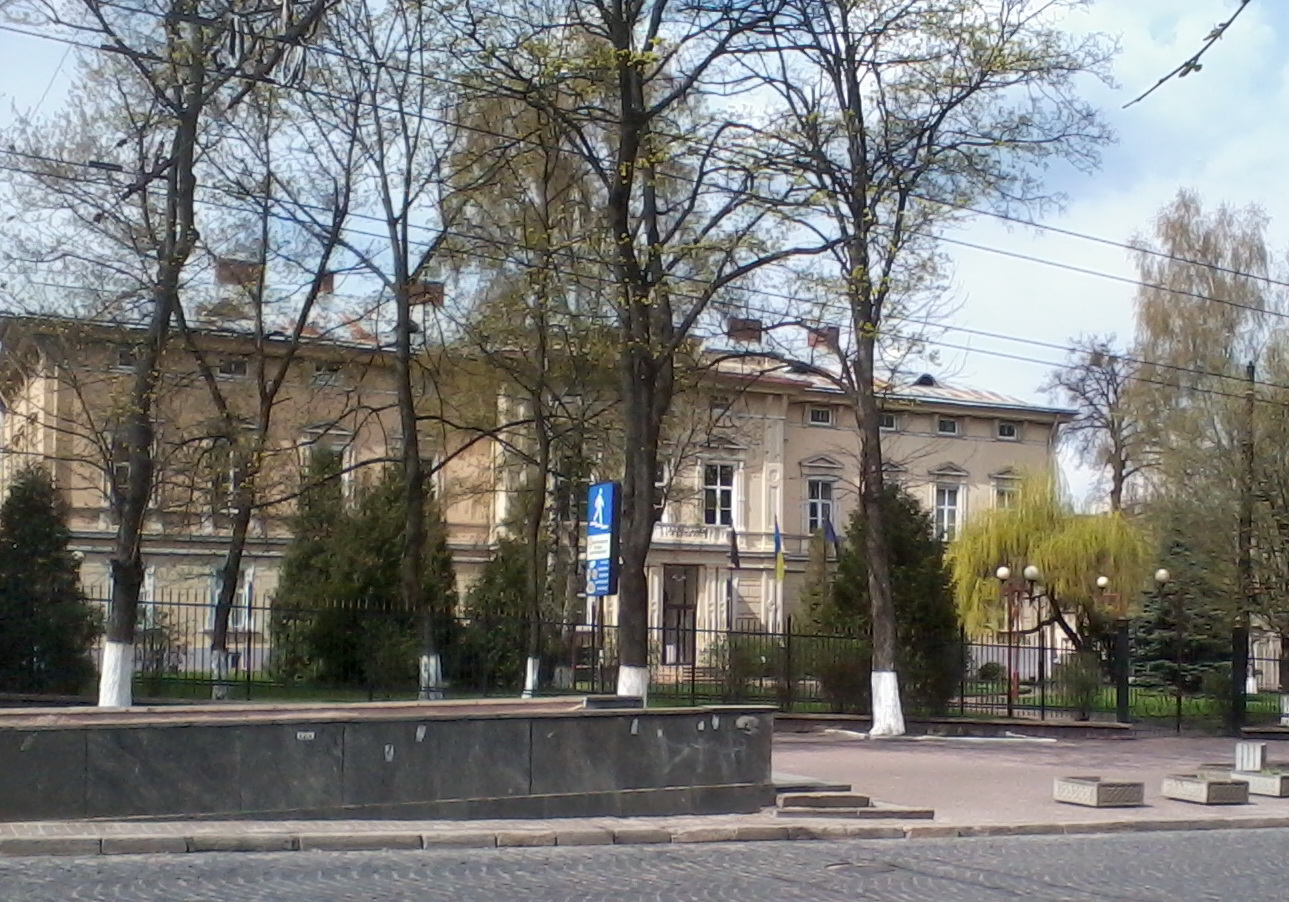
Палац Голуховських (вул. Гоголя 2)
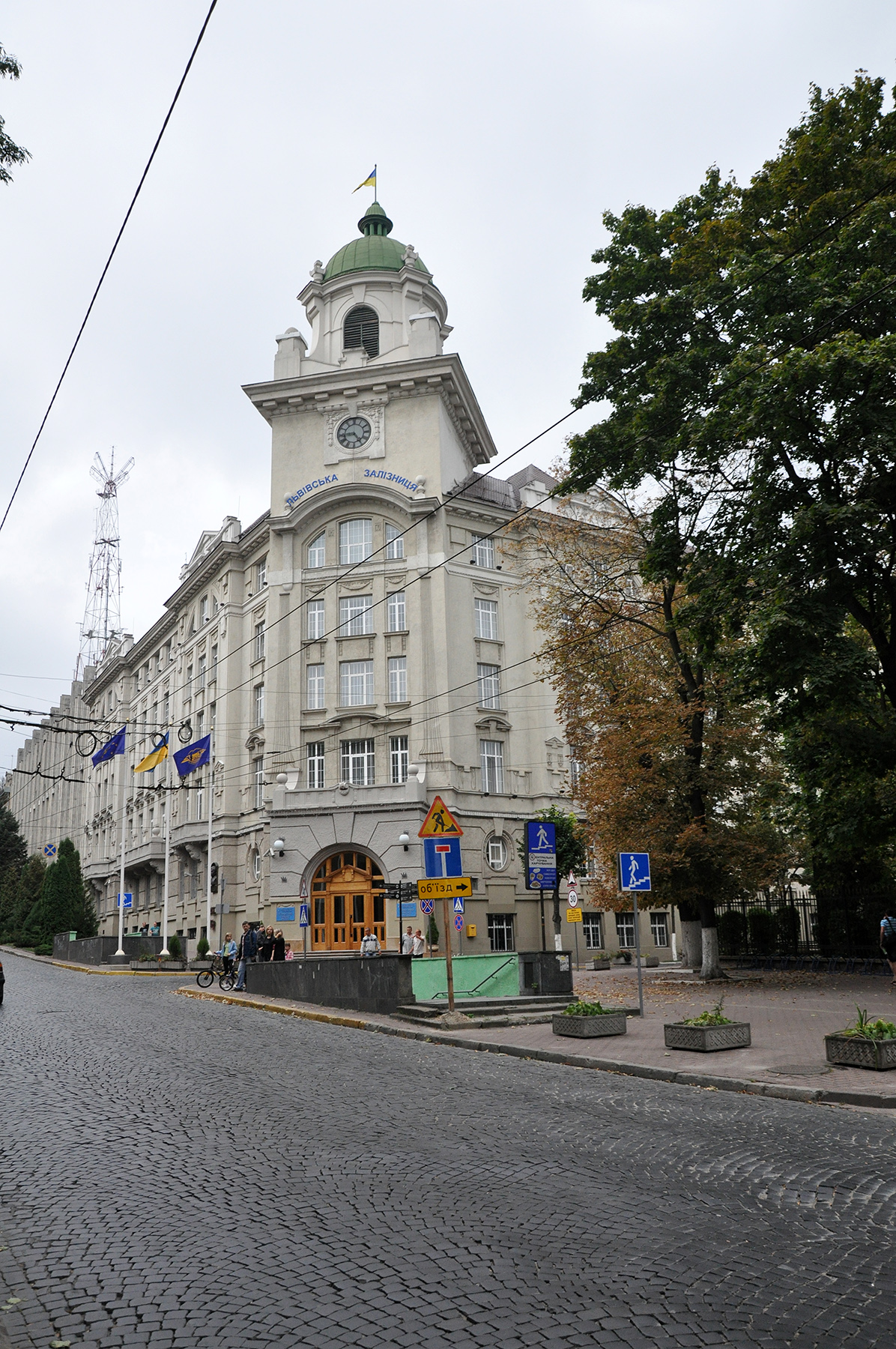
Будинок № 1
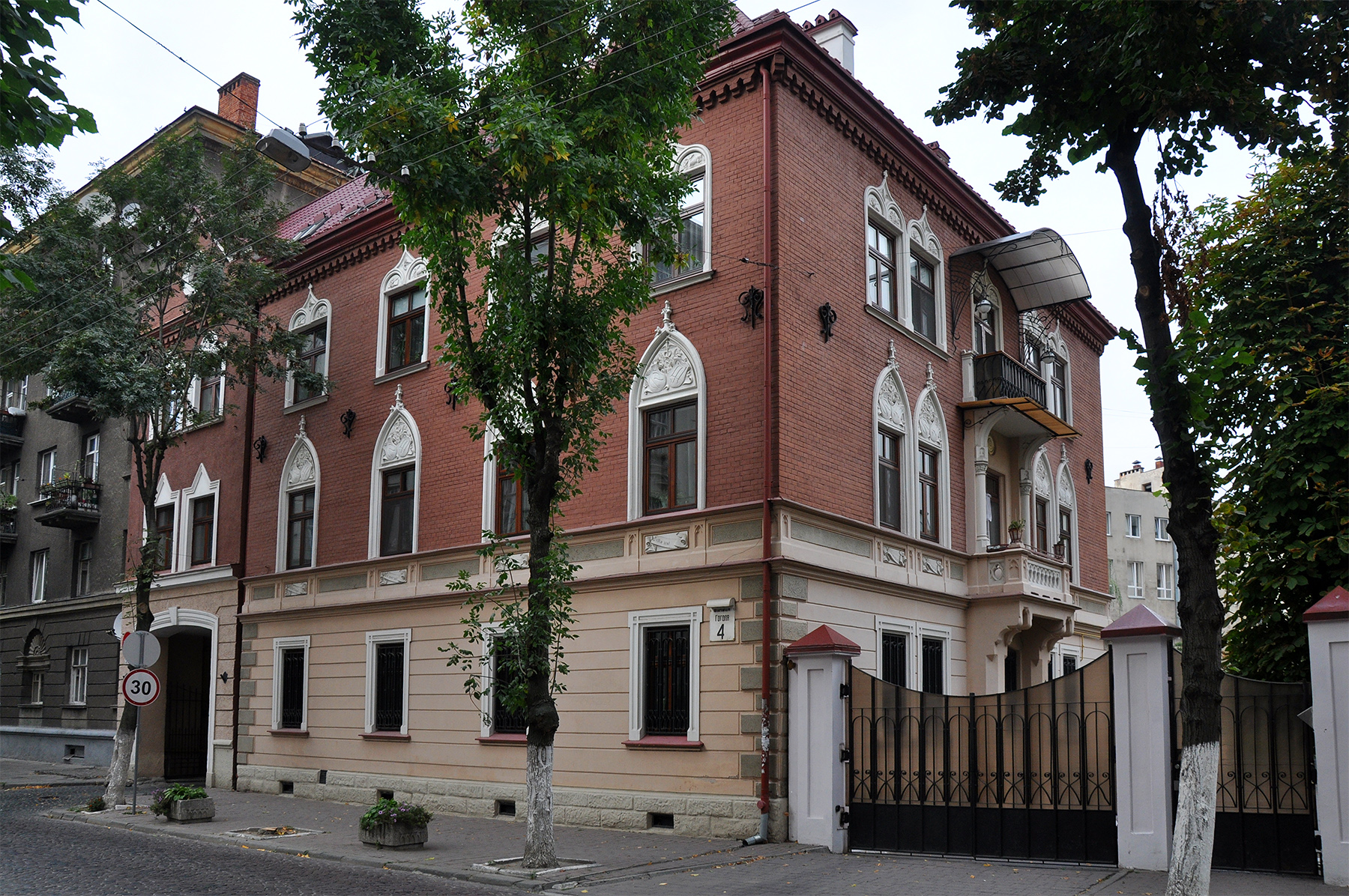
Будинок № 4
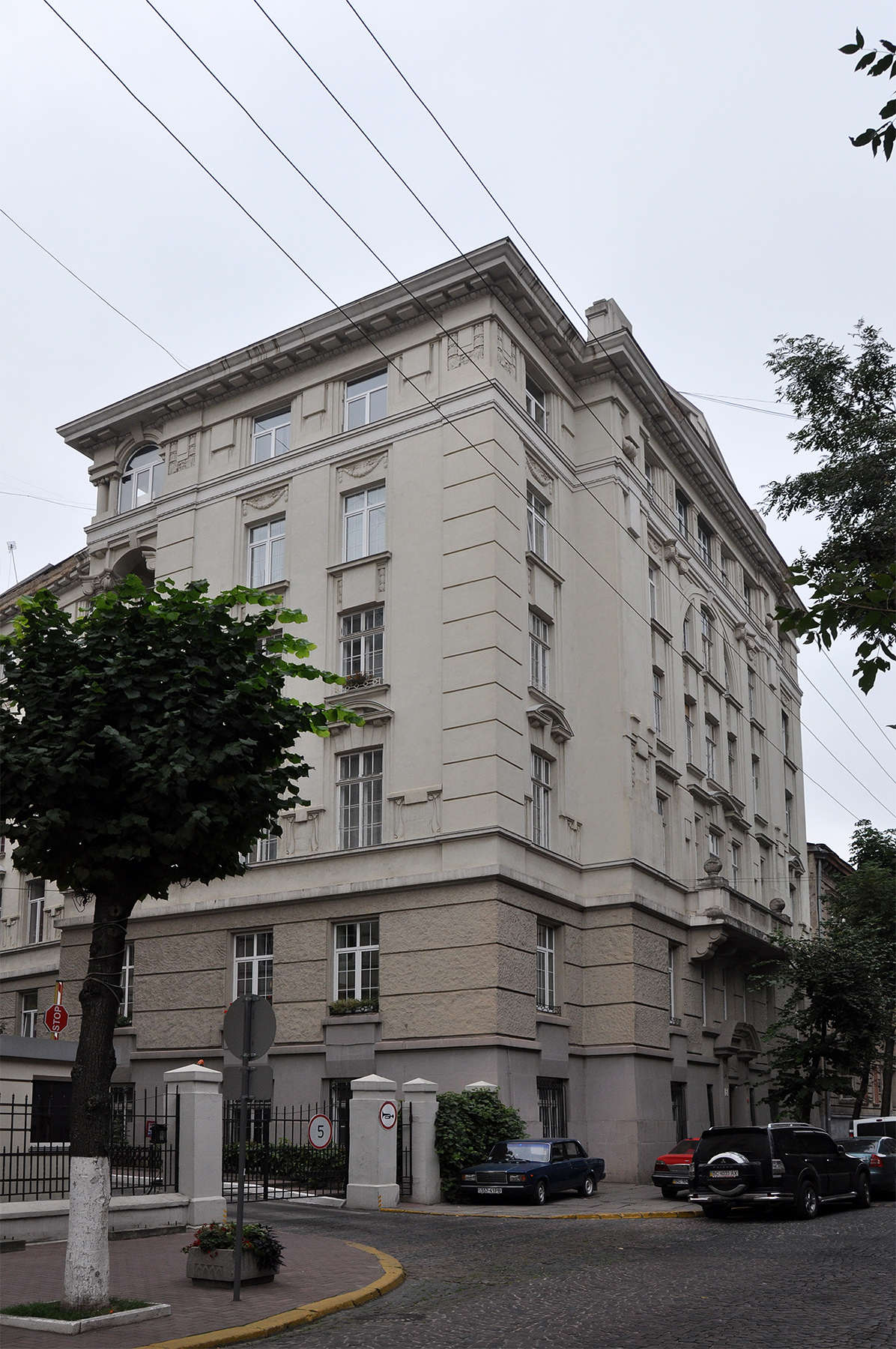
Будинок № 5
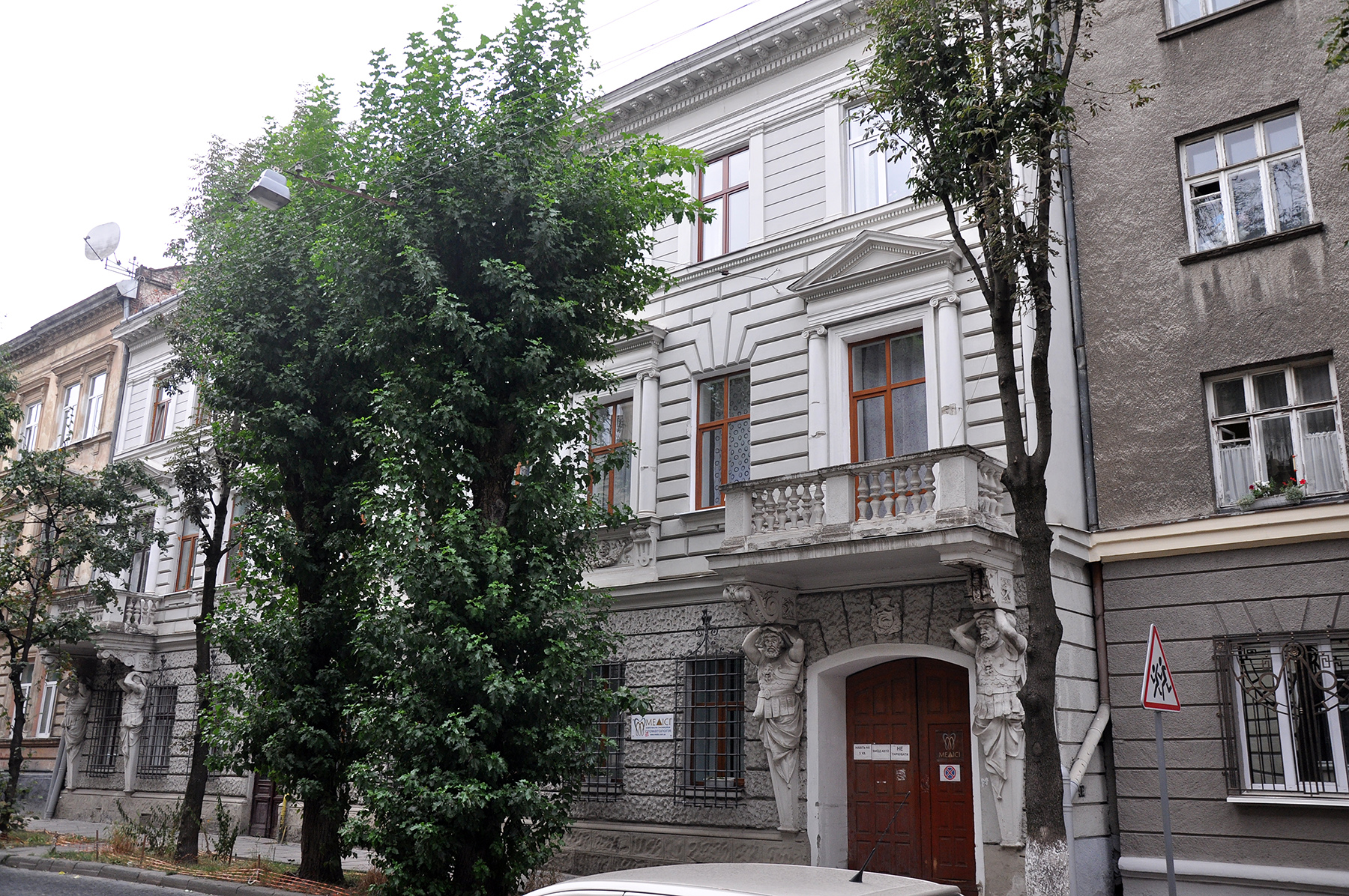
Будинок № 10
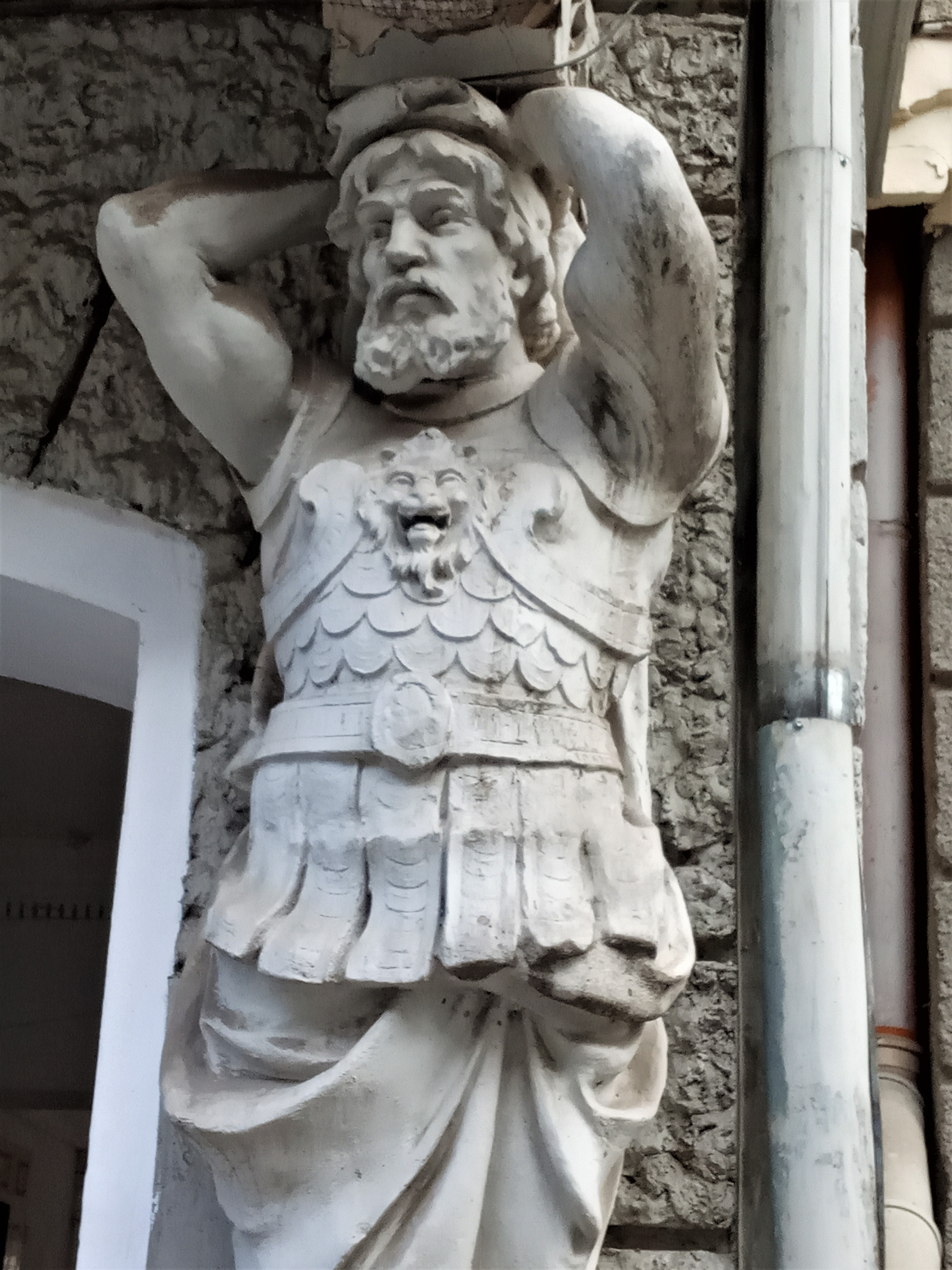
Скульптура атланта (будинок № 10)
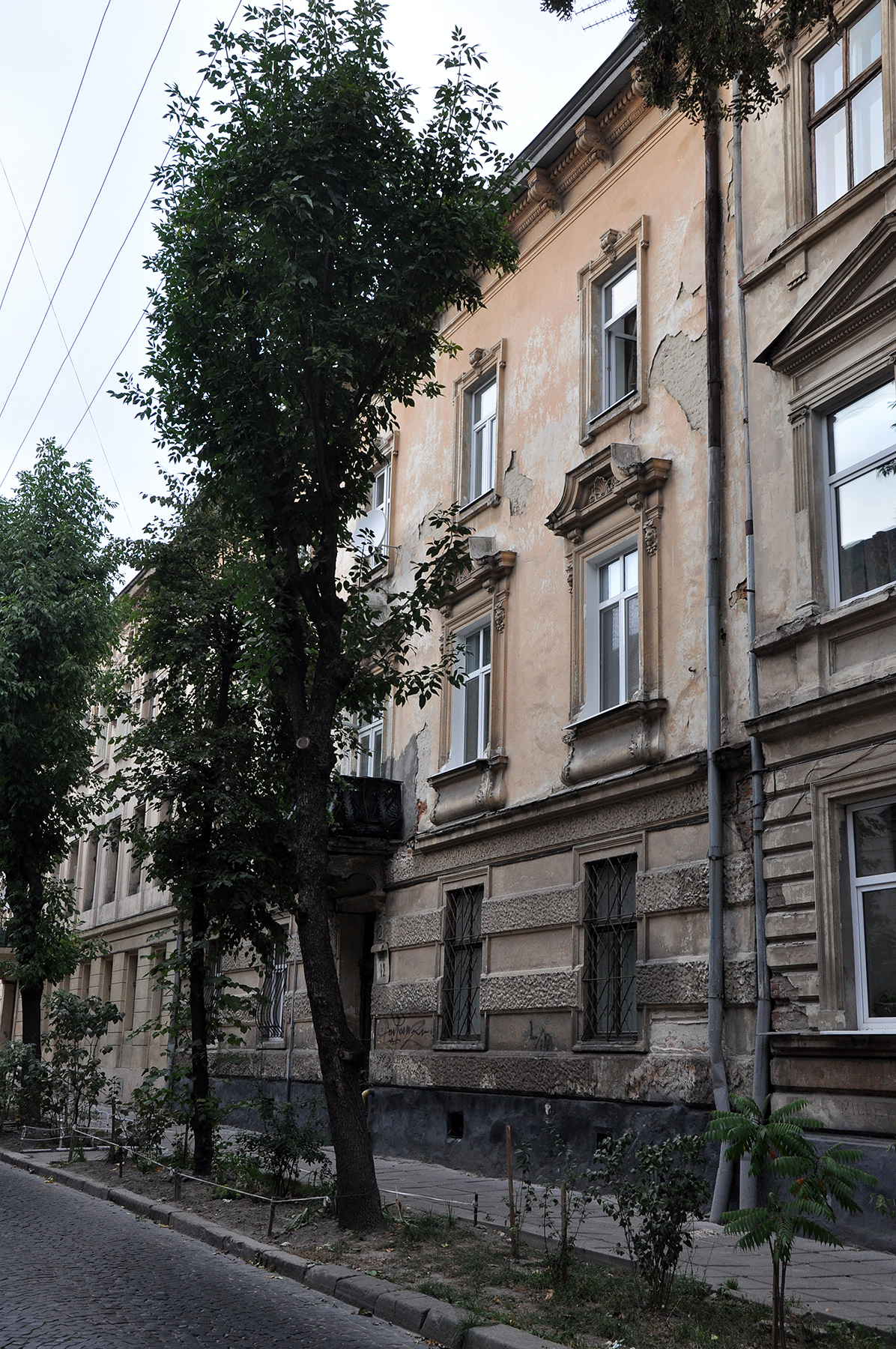
Будинок № 12
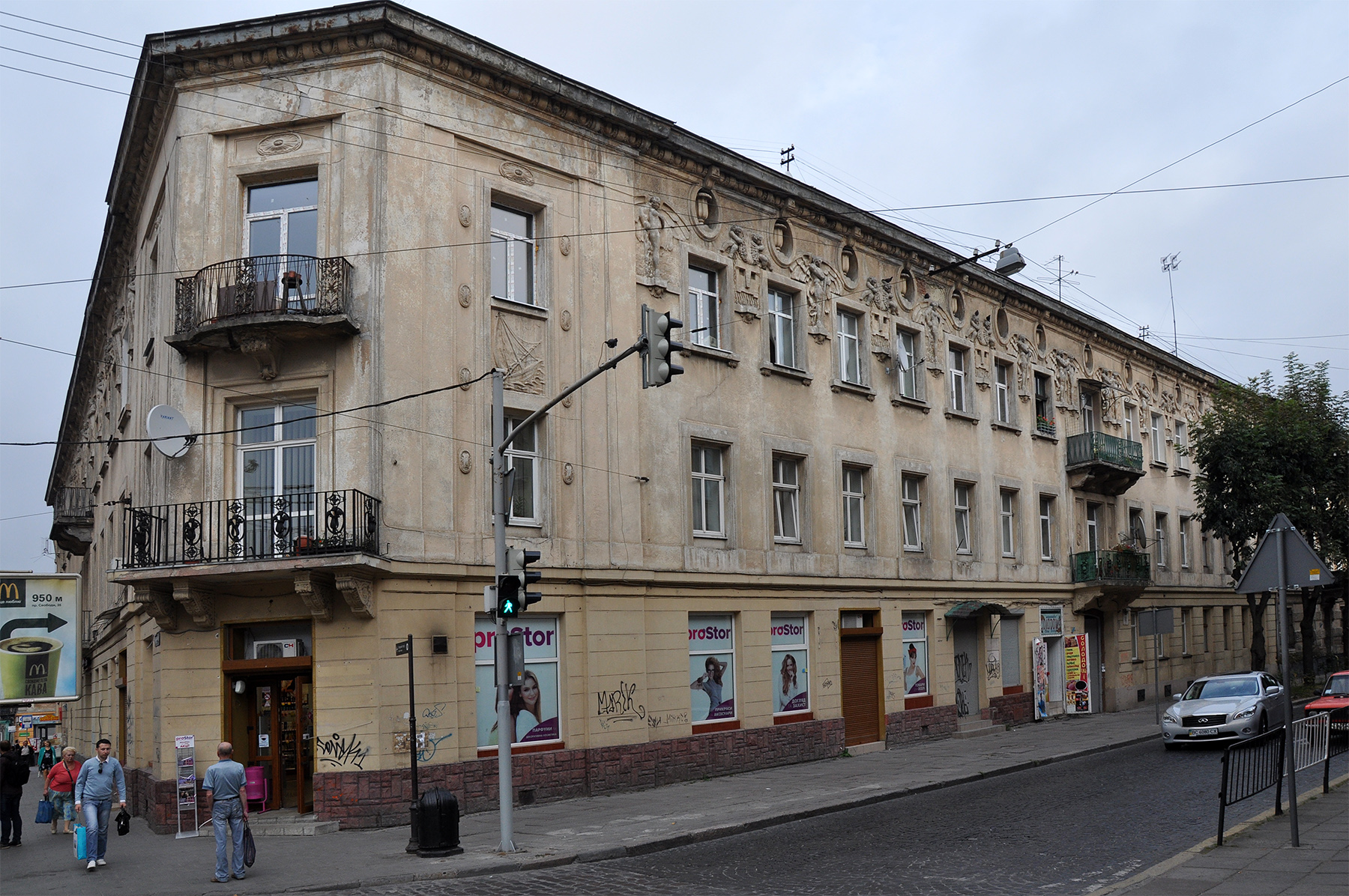
Будинок № 14
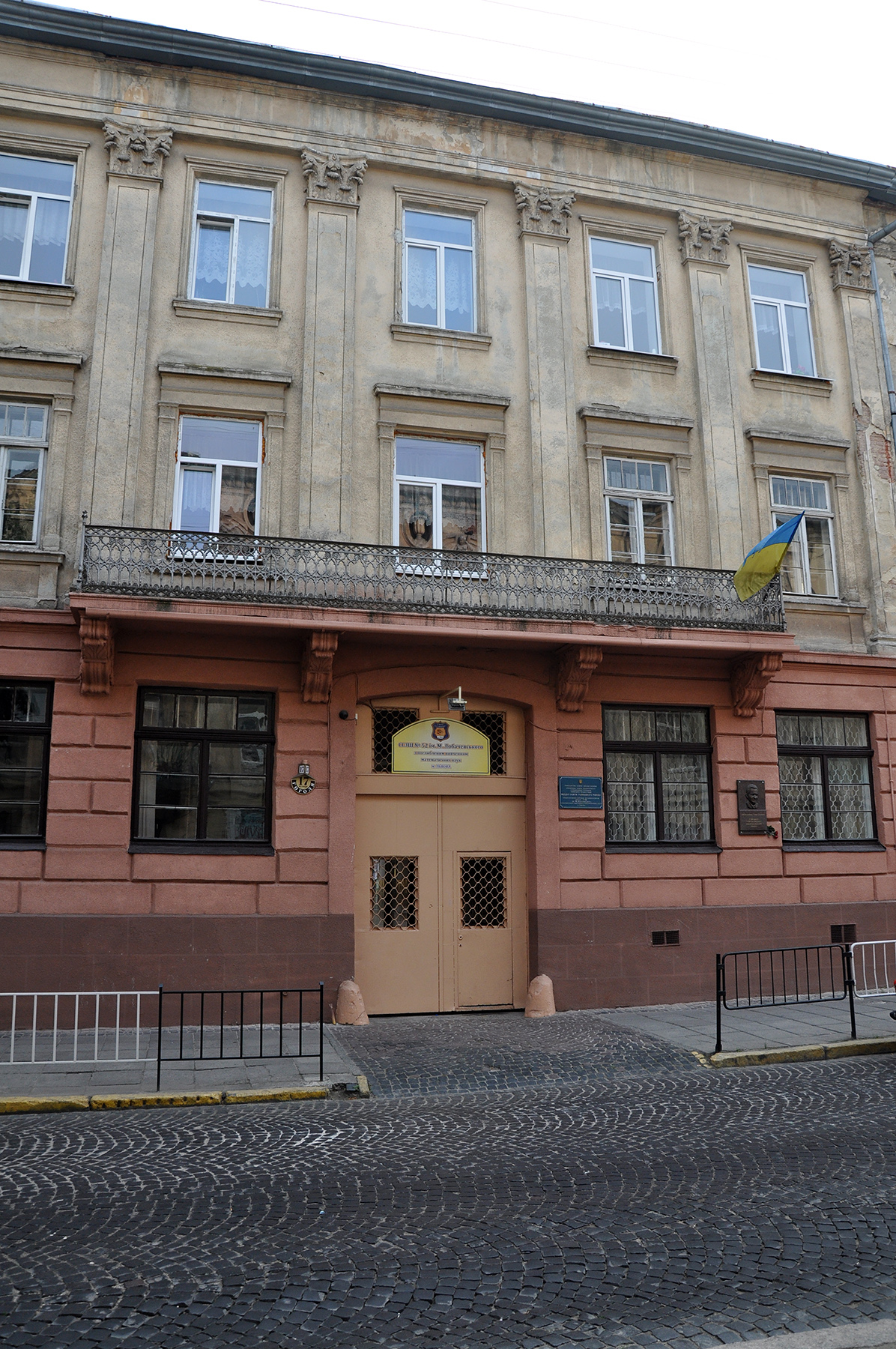
Будинок № 17